# Tiangong Kaiwu
Le Tiangong Kaiwu (天工開物), « Les Travaux du Ciel et le Début des Choses » est une encyclopédie des techniques chinoises publiée en mai 1637 par Song Yingxing à la fin des Ming,. Il fournit une bonne couverture des procédures techniques de fabrication des produits agricoles, artisanaux et industriels et en particulier des techniques proprement chinoises, comme la sériciculture, la fabrication du papier, de la poudre à canon, des vins de céréales. L’ouvrage comporte de nombreuses illustrations, permettant de mieux se représenter les machines et les outils actionnés par les hommes.
Les copies de l’ouvrage furent assez rares sous la dynastie des Qing (1644-1911) parce que le gouvernement entendait préserver le monopole de certaines industries décrites dans l’ouvrage. Toutefois des copies originales furent préservées au Japon.

## Contenu
Dagmar Schäfer qui a consacré un ouvrage au Tiangong Kaiwu, traduit le titre par « Les Travaux du Ciel et le Début des Choses »,. 
Dans le premier chapitre du Tiangong Kaiwu, Song Yingxing commence par justifier son entreprise en raillant les lettrés, qui le nez plongé dans les Classiques, ignorent tout de la vie:
« Les hommes ne peuvent pas vivre longtemps sans la subsistance des Cinq grains ; cependant les Cinq grains ne poussent pas d’eux-mêmes, ils dépendent les soins de la culture que l’homme leur accorde.... L’homme riche regarde le chapeau de paille et la cape [du paysan] comme une tenue de forçat et pour les aristocrates le mot « paysan » est devenu une injure. Beaucoup d’hommes connaissent le goût de leurs petit déjeuner et dîner mais ignorent leurs sources » (Tiangong Kaiwu, chap.1).

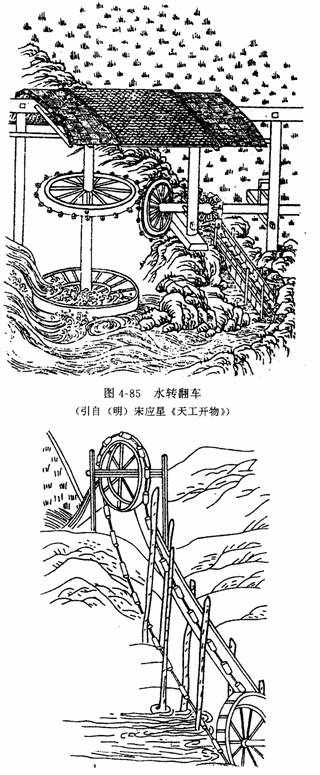
Deux types de pompes hydrauliques

L’intérêt du Tiangong Kaiwu est de couvrir une vaste gamme de méthodes de production agricole, artisanale et industrielle. Mais il ne se limite pas à ces descriptions, car il fournit aussi des informations précieuses sur les lieux où certains matériaux se trouvaient et ont été produits. Il donne ainsi un excellent aperçu de la situation proto-industrielle de la Chine au début du XVIIe siècle. Il est aussi une source d’informations  précieuses en raison des nombreuses illustrations qui permettent de se représenter plus clairement les outils ou les machines utilisées. C’est une innovation majeure par rapport aux encyclopédies antérieures. Par contre, l’ouvrage ne donne que très rarement ses sources.
L’ouvrage comporte 18 chapitres:
1. les techniques de cultures agricoles 乃粒 naili: culture du riz, du blé, du millet, du sorgho, du chanvre, du soja et des lentilles, l’utilisation de divers outils agricoles, avec des illustrations de roues à aubes, de systèmes d’engrenages pour l’ingénierie hydraulique
2. les tissus d’habillement 乃服 naifu: la sériciculture (élevage des vers à soie, dévidage des fibres de soie, la filature, les métiers à tisser la soie), fabrication des tissus en coton, en ramie, les fourrures
3. les colorants 彰施 zhangshi: carthame, indigo, les procédés de teinture
4. la préparation des grains après récolte 粹精 suijing: moulin à décortiquer, machine à vanner, broyeur hydraulique
5. la saliculture 作咸 zuoxian: récolte du sel marin, du sel de lac, du sel gemme
6. la fabrication du sucre 甘嗜 ganshi: culture de la canne à sucre, fabrication du sucre de canne, moulin à cylindre verticaux ; le miel ; le maltose
7. la céramique 陶埏 taoyan: production des tuiles, briques, jarres, poteries, porcelaine, cuisson du tesson et application de la glaçure, construction des fours à porcelaine impériaux de Jingdezhen
8. la fonderie 冶鑄 yezhu: coulée de ding (chaudron), cloches en bronze, marmites, statues de bronze, miroirs (de bronze), pièces de monnaie en laiton
9. les bateaux et chariots 舟車 zhouche: bateaux de transport de grains, navire, chariots, charrettes
10. la métallurgie 錘鍛 chuiduan: production d’articles en fer (couteaux, haches, etc.), et en cuivre  
11. la calcination des pierres 幡石 fanshi: production de chaux, charbon, vitriol, soufre, arsenic
12. les huiles végétales et les graisses 膏液 gaoye: gradation des huiles végétales, méthode d’extraction des huiles, les chandelles du suif végétal extrait de l’arbre à suif
13. la fabrication du papier 殺青 shaqing: les matières premières, la fabrication du papier de bambou, la fabrication du papier d’écorce de mûrier
14. les minerais métalliques 五金 wujin: utilisations de l’or, l’argent, le cuivre, le fer, l’étain, le plomb, leurs minerais, transformations et utilisations
15. la fabrication des armes 佳兵 jiabing: les arcs et flèches, les arbalètes, les boucliers, les mousquets, la poudre à canon, le salpêtre, le soufre, les armes à feu
16. la fabrication du vermillon et de l’encre 丹青 danxing: divers pigments de couleur comme le vermillon, l’encre produits à partir de minerai de mercure et de bois de pin, respectivement
17. les levures 曲蘖 qubo:  production des ferments des vins de céréales, des ferments médicinaux, du ferment rouge
18. les perles et les gemmes 珠玉 zhuyu: collecte des perles, jades, agates, les gemmes

## Le contexte économique, politique et culturel

### Économie
Au XVIe siècle, de profondes transformations touchent l’économie chinoise. Les difficultés de l’agriculture traditionnelle expliquent le développement des cultures industrielles du coton, des huiles végétales, de l’indigo, et de la canne à sucre. Les petits ateliers se transforment en grandes entreprises artisanales dont certaines emploient plusieurs centaines d’ouvriers. 
À Songjiang, au sud-ouest de Shanghai, des centaines de paysans vont s’embaucher dans le tissage du coton. Grâce à ses liens avec la cour Ming, Jingdezhen (nord du Jiangxi) devint le centre principal de la production de la céramique. Les fours permirent d'atteindre la perfection dans la translucidité et l'éclat de la porcelaine. Les fabriques de papier du Jiangxi employaient 50 000 personnes, à la fin du XVIe siècle. Certains secteurs de l’artisanat ont dès la seconde moitié du XVIe siècle un caractère industriel.

### Crise politique
Le début du XVIIe siècle annonce par contre une période de crise qui verra se succéder une crise financière, une crise politique et de grandes insurrections populaires qui annoncent la chute de la dynastie Ming en 1644.
Un grave conflit politique eu lieu à la cour impériale de Pékin. Il opposa un groupe de fonctionnaires intègres et d’intellectuels loyalistes au pouvoir occultes des eunuques. La main secrète du terrible eunuque Wei Zhongxian (1568-1627) semblait être derrière un attentat contre le prince héritier (1615) et la mort suspect de l’empereur Taicheng (1620). Il contrôlait l’ensemble de l’administration grâce à sa police secrète. Il fit persécuter, torturer et condamner à mort ses opposants associés à l’académie Donglin. 
Dans ses écrits de 1637 - soit bien après la mort de l’eunuque - Song Yingxing exprima toute sa sympathie pour ce groupe d’intellectuels.

### Publications
Il y avait déjà bien l’époque Ming une longue tradition encyclopédique en Chine, comme l'attestent notamment les Quatre grands livres des Song 宋四大书 Song si dashu, énorme somme compilée entre le Xe et le XIe siècle sous les Song, ainsi que le Sancai Tuhui publié en 1609.
De très nombreux ouvrages de caractère technique ou scientifique sont publiés à la fin de l’époque Ming. Ils intéressent toutes les branches du savoir (pharmacopée, médecine, botanique, agriculture, techniques artisanales, géographie) et témoignent des progrès accomplis au XVIe siècle.
Le Bencao gangmu publié en 1593 par Li Shizhen, est l’ouvrage majeur de la pharmacopée traditionnelle chinoise. 
Le Gongpu changku xuzhi 工部厂库须知 « Ce qu’il faut savoir sur les entrepôts et ateliers du ministère des Travaux publics » (1625) fournit une mine d’informations sur l’histoire des techniques chinoises. De nombreux traités d’agronomie sont publiés à la fin des Ming : Nongshuo de Ma Yilong, Shenshi nongshu sur les méthodes agricoles du Nord du Zhejiang, et surtout le célèbre traité de  Xu Guangqi 徐光啟, disciple du jésuite Matteo Ricci et traducteur d’ouvrages scientifiques européens, le Nongzheng quanshu « Traité complet de l’administration de l’agriculture » (1639), qui passe en revue les techniques d’irrigations, de fertilisation, les cultures de plantes à fibres textiles, d’arbres fruitiers, des légumes.

## La pensée de Song Yingxing
En 1637, Song Yingxing indigné par les scandales politiques, décide de publier six ouvrages afin d’exposer sa vion du monde. Outre le Tiangong Kaiwu, il publie
- Une réflexion sur la philologie : Huayin guizheng 畫音歸正, Retour à l’Orthodoxie
- une collection de poèmes : Silian Shi 思憐詩, Désirs
- une critique sociopolitique : Ye yi 野議, Délibérations d’un opposant
- un texte sur les Cieux : Tan tian 谈天, Discours sur le Ciel
- un texte délimitant les phénomènes naturels, du son à la météo, comme une réverbération du qi : Lun qi 論氣, Sur le qi

Profondément préoccupé par le chaos de son temps, Song Yongxing essaye de dégager l’ordre inhérent des créations humaines dans Tiangong Kaiwu, et l’ordre universel du qi qui gouverne le monde dans « Sur le qi ». Il pensait que la compréhension de ces structures ordonnées suffisait à l’homme pour trouver la boussole qui lui permettrait d’ordonner son comportement moral.
Le qi a été décrit de diverses façons par les philosophes chinois. Pour Song, c'est une sorte de vapeur qui pénètre tout et dont les objets solides sont formés. Les solides finissent par retourner à leur état de qi, lequel retournera finalement au grand vide. Certains objets, tels le soleil et la lune, gardent leur forme de qi indéfiniment, tandis que des objets comme les pierres sont éternellement sous la forme de xing. Certains corps, tels l'eau et le feu, sont dans un état intermédiaire